# Seaspiracy
Seaspiracy - Esiste la pesca sostenibile? (Seaspiracy) è un film documentario del 2021 interpretato e diretto da Ali Tabrizi.
La pellicola è prodotta da Kip Andersen, che precedentemente ha interpretato e codiretto Cowspiracy.

## Trama
Ali, un ambientalista che passa le giornate a raccogliere plastica sulla spiaggia, intraprende un'indagine sulla pesca industriale che lo porterà a convincersi di come essa sia la principale causa dei problemi ambientali legati al mare. Intervistando ricercatori, attivisti e associazioni, cerca allora di capire se esista un modello di pesca sostenibile. Le sue investigazioni lo rendono scettico su questa possibilità, facendogli concludere che la scelta migliore sia smettere di mangiare pesce.